# Salina (eiland)
Salina is een van de Eolische Eilanden in Italië. Het heeft een oppervlakte van 26,8 km² en is na Lipari het grootste eiland wat betreft oppervlakte en inwoneraantal. Het eiland is opgedeeld in drie gemeenten - Santa Marina Salina, Malfa en Leni - en telt in totaal ongeveer 2.300 inwoners.

## Geografie
Het eiland bestaat uit zes oude vulkanen. De hoogste toppen van de archipel zijn de berg Fossa delle Felci, 961 m, en de Monte dei Porri, 860 m, beide met de kenmerkende conische vorm. De laatste uitbarstingen waren 11000 tot 13000 jaar geleden.
In 1980 is het regionale park van Salina opgericht en in 1981 het natuurreservaat van de twee vulkaantoppen.

## Geschiedenis
De antieke Griekse naam voor de twee vulkanen is Didyme, hetgeen 'tweelingen' betekent. De huidige naam is afgeleid van een meertje waaruit men zout haalde.
Opgegraven vondsten zijn afkomstig uit de bronstijd. Aangezien men geen vondsten heeft gedaan van na de bronstijd heeft men geconcludeerd dat het eiland ook periodes niet bewoond is geweest. Vondsten in Santa Marina laten zien dat er veel hutten waren rond de 4e eeuw v.Chr. Rond de 7e eeuw n.Chr. was Salina een van de dichtstbevolkte eilanden van de Eolische Eilanden. De invasies van de Arabieren zorgden voor verlatenheid tot omstreeks de 17e eeuw, toen de bevolking terugkeerde. 

## Economie
Salina is het vruchtbaarste van de Eolische eilanden; het is zeer waterrijk. Men verbouwt er waardevolle druiven waarvan men de Malvasia delle Lipari maakt, een wijn met een zoete smaak, en daarnaast de kappertjes (Capparis spinosa), die worden uitgevoerd naar heel de wereld. Een belangrijke bron van inkomsten voor het eiland is het toerisme.

## Varia
De film Il postino werd deels opgenomen op Salina.